# Кукушка (Кировская область)
Кукушка — упразднённая в 2007 году деревня в Верхошижемском районе Кировской области России. На год упразднения входила в состав Зоновского сельского округа.

## География
Деревня находилась в центральной части региона, в подзоне южной тайги, у реки Суводь.
Абсолютная высота — 244 метра над уровнем моря.

### Географическое положение
В радиусе трёх километров:
- д. Быки (→ 0.8 км)
- д. Ситники (↘ 1.4 км)
- поч. Агишенки (↙ 1.5 км)
- д. Кунное (↖ 1.8 км)
- д. Нагоряне (← ≈2.2 км)
- д. Гладыши (↖ 2.2 км)
- д. Вшивики (↖ 2.5 км)
- д. Дудники (← 2.6 км)
- д. Рыбное (↑ 2.6 км)
- д. Елгань (↘ 2.8 км)
- д. Ежевка (↗ 2.8 км)

## Климат
Климат характеризуется как умеренно континентальный, с продолжительной снежной зимой и тёплым летом. Среднегодовая температура — 1,5 °C. Средняя температура воздуха самого холодного месяца (января) составляет −14,2 °C (абсолютный минимум — −45 °С); самого тёплого месяца (июля) — 17,8 °C (абсолютный максимум — 36 °С). Безморозный период длится в течение 122 дней. Годовое количество атмосферных осадков — 713 мм, из которых 441 мм выпадает в период с мая по октябрь. Снежный покров держится в течение 165 дней.

## История
Было два одноимённых населённых места.
Починки Вновь Кокушкинской и «Кокушкинской» Орловского округа приводит список населённых мест Вятской губернии 1802 г., также два населённых места в списках населённых мест по церковным приходам на конец XIX — начало XX вв..
В 2007 году исключена из учётных данных.

## Население
К 1950 году в 21 хозяйствах проживали 60 человек (Список населённых пунктов Кировской области, составленные по данным похозяйственных книг на 1 января 1950 года. // ЦГАКО. Ф. 2344. Оп. 27. Ед. хр. 635, л. 847).
По данным Всесоюзной переписи населения 1989 года в деревне два жителя: по одному мужчине и женщине (Итоги Всесоюзной переписи населения 1989 года по Кировской области [Текст] : сб. Т. 3. Сельские населенные пункты / Госкомстат РСФСР, Киров. обл. упр. статистики. — Киров:, 1990. — 236 с., С.49).
Согласно результатам переписи 2002 года, проживали три человека: две мужчины, одна женщина, все — русские.

## Инфраструктура
Было личное подсобное хозяйство.

## Транспорт
«Список населённых мест Вятской губернии 1859—1873 гг.» описывал починок Кокушинской (Кокушка) «по левую сторону Старо-Яранской коммерческой дороги, от с. Верхошижемского до границы уезда Яранскаго».